# ساعت‌ها (رمان آگاتا کریستی)
ساعت‌ها (به انگلیسی: The Clocks) رمانی جنایی اثر آگاتا کریستی است.
این کتاب که از مجموعه داستان‌های پوآرو می‌باشد در ۷ نوامبر ۱۹۶۳ در بریتانیا توسط انتشارات کولینز کرایم کلوب و در سال بعد توسط انتشارات داد، مید اند کمپانی در آمریکا به چاپ رسیده است.
قیمت کتاب در بریتانیا ۱۶ شیلینگ و در آمریکا ۴.۵ دلار بوده‌است.